# Holger Stockhaus

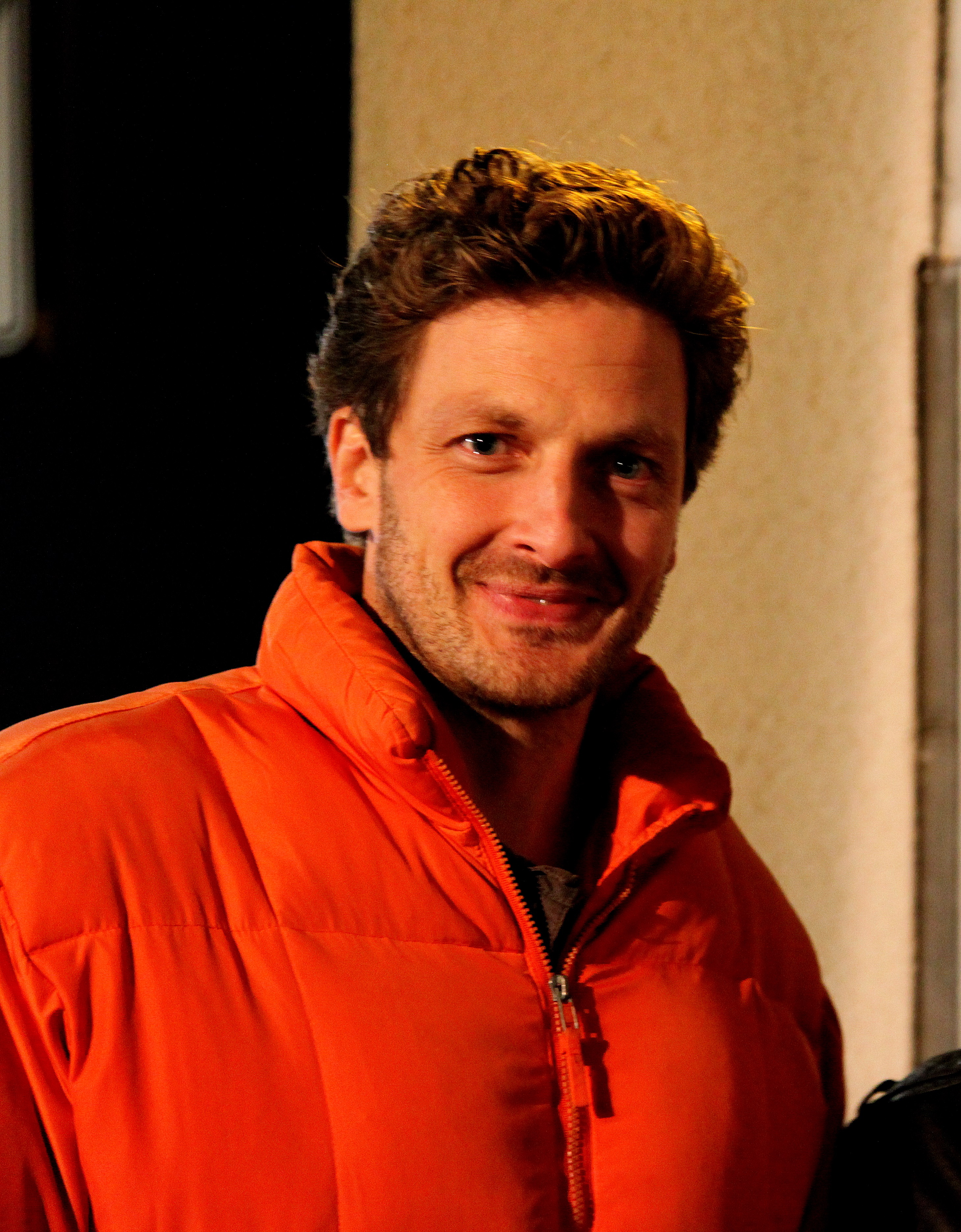
Holger Stockhaus bei den Dreharbeiten zu Meuchelbeck in Köln, 2014

Holger Stockhaus (* 8. März 1973 in Hannover) ist ein deutscher Schauspieler. Präsent sowohl auf der Bühne, als auch in zahlreichen Film- und Fernsehproduktionen, ist er einem breiten Publikum unter anderem durch seine Rolle als Bestatter Wolfgang Habedank aus der Serie Friesland bekannt.

## Leben
Stockhaus absolvierte sein Schauspielstudium von 1994 bis 1998 an der Schauspielschule Bochum. Danach arbeitete er zunächst vor allem als Theaterschauspieler. Stockhaus deckt auf der Theaterbühne ein breites Repertoire ab, das Stücke der Antike, Dramen von William Shakespeare, deutschsprachige Autoren der Klassik und Romantik, aber auch Stücke der Jahrhundertwende, der Moderne und des zeitgenössischen Theaters umfasste.
Er hatte Festengagements und Gastverträge am Schauspielhaus Bochum (1997), am Deutschen Theater in Göttingen (1998–2001 und in der Spielzeit 2003/04), am Staatstheater Kassel (2001–2003) und am Theater Heidelberg (Spielzeit 2007/08).
Zwischen 2004 und 2007 arbeitete er außerdem freiberuflich am Schauspiel Frankfurt, an der Volksbühne Berlin (2005/06, später nochmals 2009), am Maxim-Gorki-Theater in Berlin (2006) und am Theater unterm Dach in Berlin. Ab der Spielzeit 2008/09 war er bis 2011 festes Ensemblemitglied am Centraltheater Leipzig.
In der Spielzeit 2010/11 verkörperte er am Maxim-Gorki-Theater den Gruppenführer Erhardt in einer Bühnenfassung des Films Sein oder Nichtsein von Ernst Lubitsch. In der Spielzeit 2011/12 war er Ensemblemitglied am Maxim-Gorki-Theater. Im Jahr 2011 gastierte er am Schauspielhaus Stuttgart als Angelo in Maß für Maß. In den Spielzeiten 2013/14 und 2014/15 war er Ensemblemitglied am Schauspielhaus Stuttgart. Am Schauspiel Frankfurt gastierte 2016 er als Bürgermeister Skwosnik-Dmuchanowski in Der Revisor.
Zu seinen Bühnenrollen gehörten unter anderem Theseus/Oberon in Ein Sommernachtstraum (1997; Schauspielhaus Bochum, Regie: Peter Fitz), Azor in Der Streit von Marivaux (1997; Schauspielhaus Bochum), Freder in Krankheit der Jugend (2003; Staatstheater Kassel), die Titelrolle in Peer Gynt (2004; Deutsches Theater Göttingen), Trinculo in Der Sturm  (2004; Deutsches Theater Göttingen), die Titelrolle in Michael Kohlhaas (2007; Theater Heidelberg), Figaro in Der tolle Tag oder Figaros Hochzeit (2007; Theater Heidelberg), Spiegelberg in Die Räuber (2007/08; Theater Heidelberg), Graf Guiche in Cyrano de Bergerac (2008; Schlossfestspiele Heidelberg), Mortimer Brewster in Arsen und Spitzenhäubchen (2008–2010; Centraltheater Leipzig) und Eugen Rümpel in Pension Schöller (2010/11; Centraltheater Leipzig).
Stockhaus spielte seit Ende der 1990er Jahre auch mehrere Fernseh- und Filmrollen. 
Er wirkte zunächst in einigen Kurzfilmen mit. In dem mehrfach ausgezeichneten Debütfilm Be My Baby (2014) der Regisseurin Christina Schiewe verkörperte er den Dozenten Olaf, in den sich die Mutter der 18-Jährigen mit dem Down-Syndrom lebenden weiblichen Hauptfigur Nicole verliebt.
Stockhaus wirkte auch in mehreren Fernsehserien mit. Eine durchgehende Serienrolle hatte er von 2004 bis 2006 als Bernd Fabrius in der Krimiserie Mit Herz und Handschellen; er spielte an der Seite von Henning Baum den Ex-Freund und WG-Mitbewohner des Münchner Kriminalkommissars Leo Kraft. Episodenrollen hatte er unter anderem in den Fernsehserien Polizeiruf 110 (2000), SOKO Leipzig (2009), Danni Lowinski (2011; als Kindesvater Paul Steinhausen), SOKO Köln (2014; als auf Rache sinnender Ehemann Michael Schäffner) und Mord mit Aussicht (2014; als Physiotherapeut Matthias Würselen).
In der ZDF-Serie Sibel & Max spielte Stockhaus in der Folge Andere Umstände (Erstausstrahlung: Januar 2015) die Rolle des Georg Hansen, eines aggressiven Ehemanns und werdenden Vaters, der gegenüber seiner schwangeren Frau gewalttätig wird. Seit 2015 spielt Stockhaus in der humoristischen ZDF-Krimireihe Friesland den Bestatter Wolfgang Habedank, zu dessen grundbiederer Erscheinung manche weniger seriöse Nebentätigkeiten wie professioneller Cannabis-Anbau in gewissem Widerspruch stehen. Ebenfalls seit 2015 gehört er zur Stammbesetzung der Sketch-Comedy-Serie Sketch History im ZDF. Seit Oktober 2018 ist Stockhaus Ensemblemitglied der ZDF-Nachrichtensatire heute-show.

## Filmografie (Auswahl)
- 1996: Die blaue Schüssel (Kurzfilm)
- 1998: Der Gebührenmensch (Kurzfilm)
- 2000: Polizeiruf 110: Böse Wetter (Fernsehreihe)
- 2002: Kommt alles anders
- 2003: 50 ZKB (Kurzfilm)
- 2005–2010: Mit Herz und Handschellen (Fernsehserie, 4 Folgen)
- 2006: 1000 Tage
- 2008–2012: Ladykracher (Fernsehserie, 44 Folgen)
- 2009: Liebe Mauer
- 2010: Pastewka (Fernsehserie, Folge Der große Kessler)
- 2010: SOKO Leipzig (Fernsehserie, Folge Familiensache)
- 2011: Danni Lowinski (Fernsehserie, Folge Waisenkind)
- 2013: Der Tatortreiniger – Schottys Kampf
- 2013: Frühlingskinder
- 2014: SOKO Köln (Fernsehserie, Folge Flucht in den Tod)
- 2014: Be My Baby (Kinofilm)
- 2014: Mord mit Aussicht (Fernsehserie, 2 Folgen)
- seit 2015 (Folge 2): Friesland (Fernsehreihe) → siehe Besetzung
- 2015: Sibel & Max (Fernsehserie, Folge Andere Umstände)
- 2015: Sketch History (Fernsehserie, 15 Folgen)
- 2015–2019: Meuchelbeck (Fernsehserie)
- 2016: Ostfriesisch für Anfänger (Kinofilm)
- 2017: Zur Hölle mit den anderen (Fernsehfilm)
- 2018: Wuff – Folge dem Hund
- 2019: Beck is back! (Fernsehserie, Folge Familienbande)
- 2019: Käse und Blei
- 2020: Think Big! (Fernsehserie)
- 2020: Bibi & Tina – Die Serie (Fernsehserie)
- 2021: Catweazle
- 2022: Tatort: Saras Geständnis (Fernsehreihe)
- 2022: Die Geschichte der Menschheit – leicht gekürzt
- 2022: Bibi & Tina – Einfach anders
- 2023: Wir sind die Meiers (Fernsehserie)
- 2023: Kommt ein Vogel geflogen
- 2024: Alles gelogen (Fernsehfilm)
- 2025: Die Kanzlei: Falsche Wege (Fernsehserie)